# Aparasphenodon arapapa
Espèce
Aparasphenodon arapapa est une espèce d'amphibiens de la famille des Hylidae.

## Répartition
Cette espèce est endémique de l'État de Bahia au Brésil. Elle se rencontre entre le Rio Paraguaçu et le Rio das Contas.

## Description
Les 2 spécimens adultes mâles observés lors de la description originale mesurent entre 57,4 mm et 58,1 mm de longueur standard.

## Étymologie
Le nom spécifique arapapa vient du tupi Arapapá, mot pour désigner le Savacou huppé, en référence au bec large et aplati de cette espèce qui rappelle lu museau de l'espèce décrite.

## Publication originale
- Pimenta, Napoli & Haddad, 2009 : A new species of casque-headed tree frog, genus Aparasphenodon Miranda-Ribeiro (Amphibia: Anura: Hylidae), from the Atlantic Rainforest of southern Bahia, Brazil. Zootaxa, no 2123, p. 46–54 (texte intégral).